# Yapleu
Yapleu est une ville de la Région des Dix-Huit Montagnes située au nord de la Côte d'Ivoire, dans le département de Man dont elle est l'une des sous-préfectures.